# Pobór (wojsko)
Treść tego artykułu od 2024-07 należy opracować w taki sposób, aby nie uwypuklała nadmiernie polskiej specyfiki / aby nie zawężała się tylko do polskich warunków
Dokładniejsze informacje o tym, co należy poprawić, być może znajdują się w dyskusji tego artykułu.
 Po wyeliminowaniu niedoskonałości należy usunąć szablon {{Dopracować}} z tego artykułu.
Pobór – powołanie grupy dorosłych obywateli do odbycia służby wojskowej. Proces obejmuje całokształt przedsięwzięć związanych z oceną zdolności fizycznej i psychicznej (realizowane przez właściwe komisje lekarskie powoływane przez władze lokalne na czas trwania poboru) młodych ludzi do służby wojskowej oraz ujęciem ich w ewidencji wojskowej. Nie należy mylić poboru z powołaniem, kiedy to otrzymuje się kartę powołania (tzw. bilet) nakładającą obowiązek stawienia się w określonym miejscu i czasie do odbycia czynnej służby wojskowej.
     Nie ma wojska
     Nie ma przymusowego wcielenia do wojska
     Przymusowe wcielenie do wojska istnieje, ale obejmuje mniej niż 20% odpowiedniej grupy wiekowej
     Zapowiada się zniesienie przymusowego wcielenia do wojska
     Państwo stosuje przymusowe wcielenie do wojska
     Nie ma informacji

Nie ma wojska
Nie ma przymusowego wcielenia do wojska
Przymusowe wcielenie do wojska istnieje, ale obejmuje mniej niż 20% odpowiedniej grupy wiekowej
Zapowiada się zniesienie przymusowego wcielenia do wojska
Państwo stosuje przymusowe wcielenie do wojska
Nie ma informacji

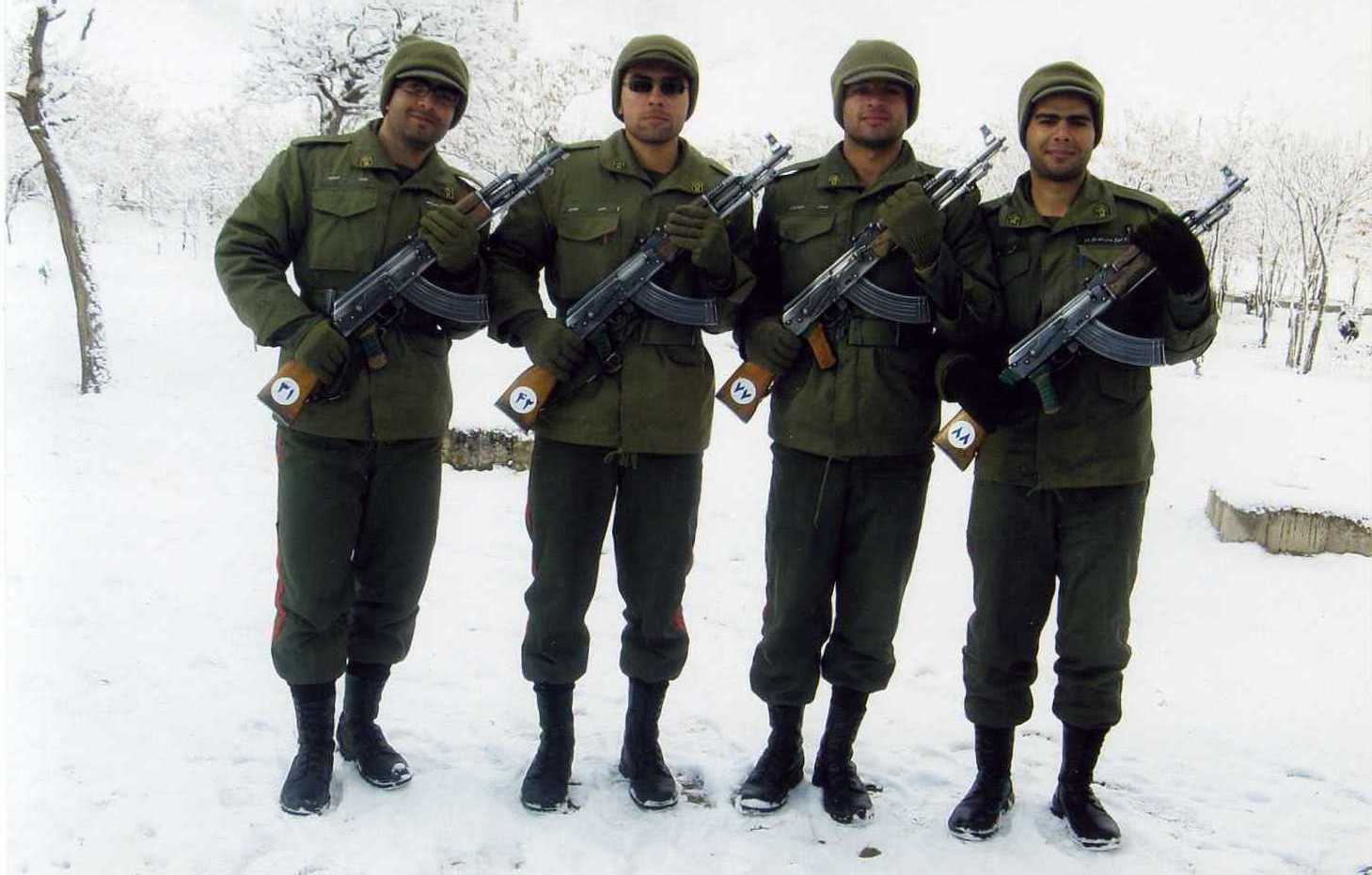
Irańscy żołnierze z poboru

Obowiązkowy pobór i powołanie do wojska często spotykają się ze sprzeciwem powoływanych, zwanych obdżektorami, którzy są negatywnie nastawieni do służby wojskowej z wielu różnych przyczyn, tak religijnych, jak i światopoglądowych; nie bez znaczenia są motywy polityczne, jak na przykład niechęć wobec niepopularnego rządu lub udziału w działaniach zbrojnych uznanych za niezgodne z interesem kraju; motywy ideologiczne, czyli chęć zapobieżenia łamaniu praw obywatelskich. Tacy powołani czasami starają się uniknąć służby, na przykład szukając ucieczki za granicą. W niektórych krajach władze starają się przeciwdziałać takiemu zachowaniu wprowadzając rodzaj służby zastępczej, jak na przykład Zivildienst (służba cywilna) w Austrii i Szwajcarii. W większości krajów byłego bloku sowieckiego pobór obejmuje nie tylko przyszłych żołnierzy sił zbrojnych, ale również funkcjonariuszy organizacji paramilitarnych, którzy kierowani są do formacji quasi-policyjnych lub obrony cywilnej bądź służb ratunkowych niebędących odpowiednikiem służby wojskowej.
Na początku XXI wieku wiele państw zrezygnowało z powoływania do zasadniczej służby wojskowej, składając obronę kraju w ręce żołnierzy zawodowych z naboru ochotniczego. Nabór taki wymaga jednak od kandydatów szczególnych zdolności i przygotowania do prowadzenia walki z bronią w ręku oraz sprostania wszelkim przeciwnościom. Wiele państw, które zrezygnowały z przymusowego powoływania do służby, nadal rezerwuje sobie prawo do przywrócenia go na wypadek wojny lub poważnych sytuacji kryzysowych.
W większości krajów europejskich system przymusowego poboru i powoływania do wojska został zniesiony w latach 2004–2012 lub wcześniej. Wyjątkami (obok wymienionych Austrii i Szwajcarii) są: Dania, Estonia, Finlandia, Grecja, Mołdawia, Norwegia oraz Białoruś, Rosja i Turcja; ponadto na tle stopniowej eskalacji (zaczynając od 2014 roku) wojny rosyjsko-ukraińskiej przymusowy pobór do wojska został przywrócony na Litwie i w Szwecji.

## Pobór w Polsce

### Stan przed 2009 rokiem

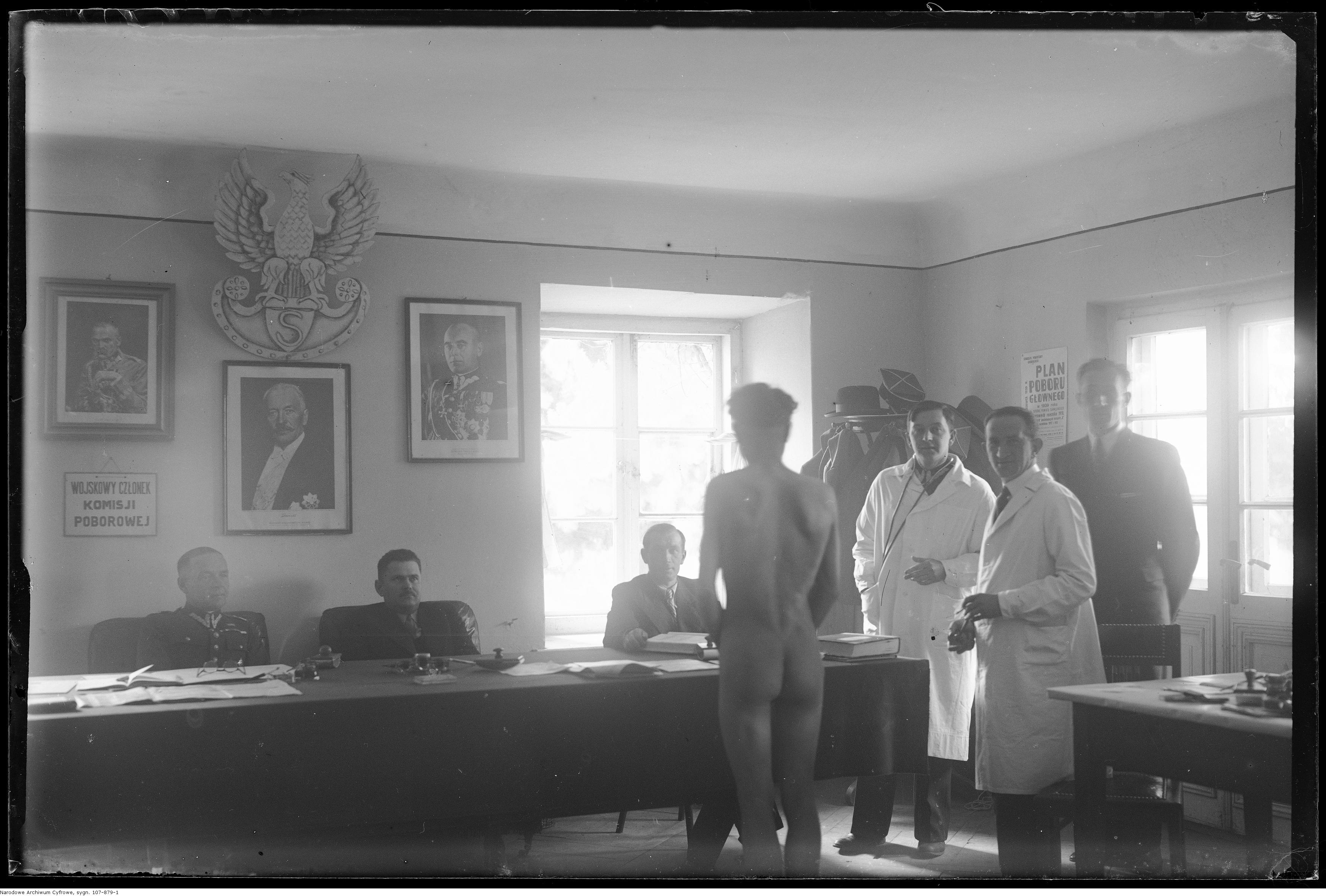
Komisja poborowa podczas pracy, maj 1939

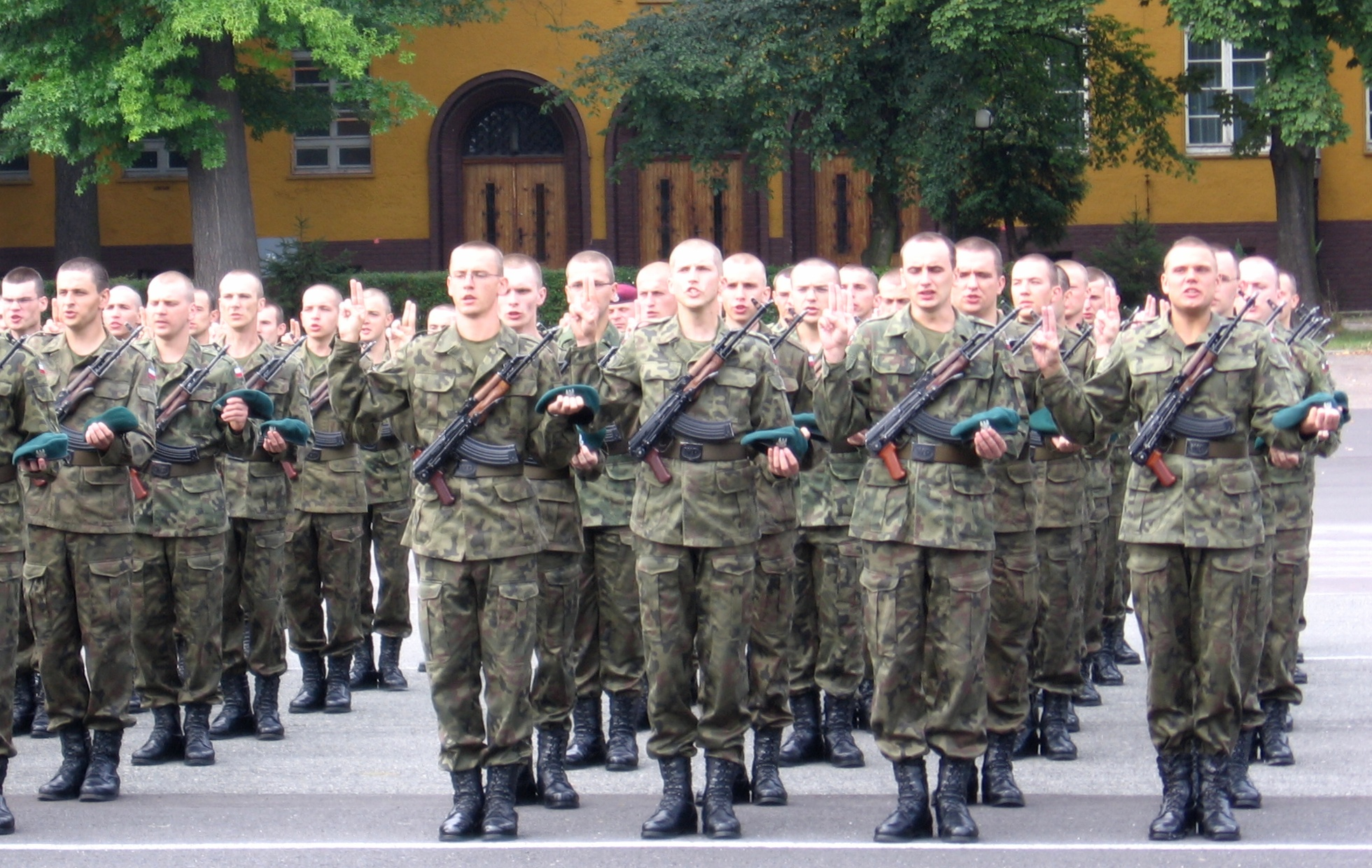
Przysięga nowo wcielonych żołnierzy w Polsce

W Polsce do roku 2008 pobór przeprowadzali ministrowie spraw wewnętrznych i obrony narodowej; za przeprowadzenie poboru odpowiadał wójt (burmistrz, prezydent miasta). Obowiązkowi stawienia się do poboru podlegali mężczyźni kończący w danym roku kalendarzowym 19 rok życia (poborowi), jak również mężczyźni starsi, którzy np. nie stawili się wcześniej do poboru, a także kobiety posiadające kwalifikacje przydatne w siłach zbrojnych. Do poboru mogli zgłaszać się ponadto ochotnicy, którzy ukończyli 18 rok życia.
Mężczyźni stający do poboru po raz pierwszy otrzymywali wojskowy dokument osobisty – książeczkę wojskową. Wzywanie do poboru następowało w drodze obwieszczeń i wezwań imiennych. Nieotrzymanie wezwania imiennego nie zwalniało z obowiązku stawienia się w miejscu i czasie wskazanym w obwieszczeniu. Osoba, która bez uzasadnionej przyczyny nie zgłosiła się do poboru, mogła zostać ukarana grzywną i karą ograniczenia wolności, a także przymusowo doprowadzona przez milicję. Mężczyźni, którzy z jakichkolwiek względów nie zgłosili się do poboru, podlegali stawiennictwu do poboru w roku następnym. Natomiast mężczyźni, którzy nie stawili się do poboru, a ukończyli 24 lata życia, zobowiązani byli zgłosić się do właściwego − ze względu na miejsce zamieszkania − wojskowego komendanta uzupełnień w celu uregulowania stosunku do służby wojskowej. Obowiązek ten trwał do ukończenia sześćdziesiątego roku życia.
W czasie poboru były przeprowadzane badania lekarskie dla orzeczenia kategorii zdolności do czynnej służby wojskowej. Wyróżniano cztery takie kategorie:
- kategoria A – zdolny do czynnej służby wojskowej w czasie pokoju i wojny
- kategoria B – czasowo niezdolny do czynnej służby wojskowej na czas określony przez komisję
- kategoria D – niezdolny do czynnej służby wojskowej w czasie pokoju
- kategoria E – oznaczała trwałą i całkowitą niezdolność do czynnej służby wojskowej zarówno w czasie pokoju,  jak i w czasie mobilizacji oraz w czasie wojny

Należy podkreślić, że tylko poborowych, w stosunku do których orzeczono kategorię zdolności A, wojskowy komendant uzupełnień przeznaczał do odbycia służby wojskowej. Powołanie do służby było uzależnione od potrzeb uzupełnieniowych sił zbrojnych.

#### Informacja o ostatnim poborze
3 sierpnia 2008 roku, podczas uroczystej przysięgi wojskowej w Krakowie, ówczesny minister obrony narodowej Bogdan Klich, wraz z premierem Donaldem Tuskiem, ogłosili oficjalnie zaprzestanie przymusowego poboru do wojska. Bogdan Klich zapowiedział również, że od października 2009 roku nie będzie już w koszarach żołnierzy służby zasadniczej.

### Lata 2009–2022
Ustawa o zmianie ustawy o powszechnym obowiązku obrony RP, która przewiduje możliwość uregulowania stosunku do służby wojskowej poprzez przeniesienie do rezerwy bez odbywania czynnej służby wojskowej, została uchwalona przez Sejm 9 stycznia 2009 roku. Po podpisaniu przez ówczesnego prezydenta Lecha Kaczyńskiego weszła w życie 11 lutego 2009 roku. Komendanci WKU zostali zobowiązani do uregulowania stosunku do służby wojskowej wszystkim zainteresowanym, którzy zgłosiliby się w tej sprawie.
W roku 2009 i w latach następnych pobór nadal obowiązuje w ścisłym znaczeniu tego słowa, czyli jako ocena przydatności młodych mężczyzn do służby wojskowej. Nie ma jednak już powołań do pełnienia zasadniczej służby wojskowej, czyli obowiązkowych wcieleń do wojska. W roku 2009 dawna nazwa poboru została zamieniona na „kwalifikację wojskową” dla uniknięcia nieporozumień związanych z myleniem poboru z powołaniem do służby.
W szczególnym przypadku Prezydent Rzeczypospolitej Polskiej na wniosek Rady Ministrów może wznowić pobór. Pobór ten nie będzie dotyczył osób przeniesionych już do rezerwy lub skreślonych z ewidencji.
Osoby, wobec których orzeczona zostaje kategoria zdolności „A”, „B” lub „D” do czynnej służby wojskowej, zostają przeniesione z urzędu do rezerwy po uprawomocnieniu się orzeczenia powiatowej komisji lekarskiej (co następuje po 14 dniach od wydania orzeczenia). Oznacza to, że mają uregulowany stosunek do służby wojskowej. Uregulowany stosunek do służby wojskowej wymagany jest w przypadku ubiegania się o niektóre stanowiska pracy (np. w policji, w straży granicznej itp.).

### Współczesna sytuacja (od 2022 roku)
Dnia 4 kwietnia 2022 r. weszła w życie ustawa z dnia 11 marca 2022 r. o obronie Ojczyzny (wyjątki: art. 288 ust. 2 i art. 777 ust. 4 weszły w życie dnia 24 marca 2022 r., a art. 439 ust. 1 pkt 4 wszedł w życie dnia 1 stycznia 2023 r.), która uchyliła ustawę z dnia 21 listopada 1967 r. o powszechnym obowiązku obrony Rzeczypospolitej Polskiej (Dz.U. z 1967 r. nr 44, poz. 220) i 13 innych ustaw z zakresu wojskowości.